# Sidi Youssef Ben Ahmed
Sidi Youssef Ben Ahmed est un village situé à quelques kilomètres de la ville de Sefrou dans la région de Fès-Meknès au Maroc,.

## Toponymie[3]
Ce village porte le nom du chérif Idrisside hasanide Sidi Youssef ben Ahmed ben Youssef ben Issa el Figuigui El Hassani (1543-1648), faisant partie de la branche des Oudghiri, enterré dans la mosquée et ayant laissé une nombreuse descendance,,,

Le naqib des descendants de Sidi Youssef ben Ahmed était, le Charif Abdesalam El azami El Idrissi comme indiqué sur les arbres généalogiques archivés dans la ville de sefrou.
D'après les arbres généalogiques certifiés par le naqib et le grand savant de alkaraouyin Alghazi Al housseyni, la tribu est divisée en plusieurs fractions :
1. Les descendants de Sidi Abdelaziz (enterré à Bab Marhrouq à Fez) fils de Sidi Youssef ben Ahmed ben Youssef ben Issa el Figuigui El Hassani[6].
2. Les descendants de Sidi Abdesalam fils de Sidi Youssef ben Ahmed ben Youssef ben Issa el Figuigui El Hassani[6].
3. Les descendants de Sidi Ibrahim fils de Sidi Youssef ben Ahmed ben Youssef ben Issa el Figuigui El Hassani[6].
4. Les descendants de Sidi Abdel Wahed fils de Sidi Youssef ben Ahmed ben Youssef ben Issa el Figuigui El Hassani[6].

Les Sultans Alaouites adressaient des Dahirs Sharif, reconnaissant et certifiant le statut de Ahl al Bayt à cette tribu.